# البطولة الوطنية للرأس الأخضر 2006
البطولة الوطنية للرأس الأخضر 2006 (بالبرتغالية: Campeonato Cabo-Verdiano de Futebol de 2006) هو الموسم 27 من البطولة الوطنية للرأس الأخضر. كان عدد الأندية المشاركة فيه 12، وفاز فيه Sporting Clube da Praia ‏.